# Давлатмир, Табрези
Табрези Давлатмир (тадж. Табрези Давлатмир; 6 июня 1998) — таджикский футболист, защитник. В настоящее время выступает за душанбинский «Истиклол» и сборную Таджикистана.

## Карьера

### Клубная
В 2014—2015 году Табрези выступал за курган-тубинский клуб «Вахш», который на тот момент состоял из футболистов 1998—1999 годов рождения. В следующем сезоне перешёл в столичный «Баркчи». 10 апреля 2016 года в матче против «Хосилота» ударил соперника в живот, за что был дисквалифицирован КДК ФФТ на 2 матча.
Летом 2016 года усилил состав действующего чемпиона республики душанбинского «Истиклола», за который он провел несколько лет. В феврале 2021 года подписал контракт с первой зарубежной командой - с эстонским клубом Премиум-Лиги «Нарва-Транс». В ноябре за несколько туров до конца чемпионата защитник вместе с россиянами Михиалом Беловым, Виталием Каленковичем и Никитой Загребельным покинул коллектив после окончания срока действия рабочей визы.

### В сборной
В составе юношеской сборной Таджикистана выступал в отборочном турнире к кубку Азии 2014 и кубке Президента Казахстана 2014.
Зимой 2016 года принял участие в кубке Содружества в составе молодёжной сборной.
6 июня 2016 года дебютировал в основной сборной в матче квалификации кубка Азии 2019 против Бангладеш. На поле провёл 73 минуты, затем был заменён.

## Достижения
- Чемпион Таджикистана (5): 2016, 2017, 2018, 2019, 2020.
- Обладатель Кубка Таджикистана (3): 2016, 2018, 2019.
- Обладатель Суперкубка Таджикистана (4): 2016, 2018, 2019, 2020

## Матчи за сборную Таджикистана
| Матчи и голы Давлатмира за сборную Таджикистана | Матчи и голы Давлатмира за сборную Таджикистана | Матчи и голы Давлатмира за сборную Таджикистана | Матчи и голы Давлатмира за сборную Таджикистана | Матчи и голы Давлатмира за сборную Таджикистана | Матчи и голы Давлатмира за сборную Таджикистана | Матчи и голы Давлатмира за сборную Таджикистана |
| ----------------------------------------------- | ----------------------------------------------- | ----------------------------------------------- | ----------------------------------------------- | ----------------------------------------------- | ----------------------------------------------- | ----------------------------------------------- |
| №                                               | Дата                                            | Соперник                                        | Счёт                                            | Голы Давлатмира                                 | Турнир                                          |                                                 |
| 1                                               | 7 июня 2016                                     | Бангладеш                                       | 1:0                                             | 0                                               | Квалификация КАЗ-2019                           |                                                 |

Итого: 1 матч / 0 голов; 1 победа, 0 ничьих, 0 поражений.